# Christmas Portrait
| Đánh giá chuyên môn           | Đánh giá chuyên môn |
| Nguồn đánh giá                | Nguồn đánh giá      |
| Nguồn                         | Đánh giá            |
| ----------------------------- | ------------------- |
| AllMusic                      | [ 1 ]               |
| The Rolling Stone Album Guide | [ 2 ]               |

Christmas Portrait là album Giáng Sinh đầu tiên và cũng là album phòng thu thứ chín của bộ đôi nghệ sĩ nhạc pop người Mỹ The Carpenters. Album được phát hành vào ngày 13 tháng 10 năm 1978.

## Bối cảnh
Album bao gồm một phiên bản được duyệt lại của bài hát Giáng Sinh thương hiệu của The Carpenters, "Merry Christmas Darling". Album cũng bao gồm một trong số hai phiên bản của bài hát "Santa Claus Is Comin' to Town". Một phiên bản có nhịp độ chậm hơn của bài hát thu âm vào năm 1974, cũng như nhiều bài hát được thu âm nhưng chưa được sử dụng cho album này, được đưa vào album Giáng Sinh kế tiếp của The Carpenters, An Old-Fashioned Christmas.

### Bìa album
Ảnh bìa gốc của album được Robert Tanenbaum thực hiện theo mô hình của bức tranh "Triple Self-Portrait" công bố năm 1960 của Norman Rockwell. Bức tranh này được sử dụng làm ảnh bìa cho một ấn bản của The Saturday Evening Post.

### Phát hành lại
Phiên bản đĩa CD của Christmas Portrait được phát hành vào năm 1984. Đây là một sản phẩm tóm tắt hai album Giáng Sinh của The Carpenters, có thời lượng dài 70 phút và bao gồm những ca khúc nằm rải rác theo danh sách bài hát của hai album. Trong lần tái bản này, "Ave Maria" được phối lại và sử dụng một bản hát của đội hát nhà thờ. Bản hát này mất tích vào năm 1978 và sau đó được tìm thấy. Cũng vào thời điểm tái bản album, một phiên bản đĩa CD có nội dung của LP gốc được phát hành độc quyền trong một khoảng thời gian ngắn tại Tây Đức.
Vào năm 1996, một bộ hai đĩa CD có tựa đề Christmas Collection được phát hành trên toàn cầu. Sản phẩm này bao gồm tất cả các ca khúc của Christmas Portrait và An Old-Fashioned Christmas theo đúng thứ tự ban đầu trong danh sách bài của hai album. Do các băng master gốc đã bị hư hại hoàn toàn, Richard Carpenter đã phối khí lại tất cả các ca khúc của Christmas Portrait trong sản phẩm này.

## Diễn biến thương mại
Vào ngày 16 tháng 4 năm 1998, Christmas Portrait được RIAA chứng nhận Bạch kim cho doanh số nhập hàng đạt 1 triệu bản tại Hoa Kỳ kể từ khi được phát hành vào năm 1978.
Kể từ năm 2011 đến nay, Christmas Portrait đều quay trở lại bảng xếp hạng Billboard 200 vào mỗi mùa Giáng Sinh. Trong ấn bản ra ngày 4 tháng 1 năm 2020, album vươn lên vị trí thứ 56 trên Billboard 200. Đây là vị trí cao nhất mà album đạt được trên bảng xếp hạng này.
Tính đến cuối tháng 11 năm 2014, Christmas Portrait là album Giáng Sinh bán chạy thứ 23 tại Hoa Kỳ trong kỷ nguyên mà SoundScan tiến hành theo dõi doanh số âm nhạc (từ tháng 3 năm 1991 – nay), với doanh số đạt 1,95 triệu bản.

## Danh sách bài hát
Tất cả các bài hát đều do Karen Carpenter trình bày, trừ các ca khúc được ghi chú.
| Mặt 1 | Mặt 1 | Mặt 1 | Mặt 1      |
| STT   | Nhan đề | Sáng tác | Thời lượng |
| ----- | --- | --- | ---------- |
| 1.    | "O Come, O Come, Emmanuel" (hát chính: Richard Carpenter) | Truyền thống R. Carpenter [a] | 0:28       |
| 2.    | "Deck the Halls (With Boughs of Holly)"/"I Saw Three Ships"/"Have Yourself a Merry Little Christmas"/"God Rest Ye Merry Gentlemen"/"Away in a Manger (Luther's Cradle Hymn)"/"What Child Is This? (Greensleeves)"/"Carol of the Bells"/"O Come All Ye Faithful" (ca khúc mở màn) | Truyền thống / Truyền thống David Overton / Ralph Blane Hugh Martin / Truyền thống / Truyền thống James R. Murray / William Chatterton Dix / Mykola Dmytrovych Leontovych Peter Wilhousky Nick Perito [a] Peter Knight [a] / John Francis Wade Frederick Oakeley | 4:38       |
| 3.    | "Christmas Waltz" | Sammy Cahn Jule Styne | 2:15       |
| 4.    | "Sleigh Ride" | Leroy Anderson Mitchell Parish | 2:39       |
| 5.    | "It's Christmas Time"/"Sleep Well, Little Children" | Al Stillman Victor Young / Alan Bergman Leon Klatzkin | 2:53       |
| 6.    | "Have Yourself a Merry Little Christmas" | Blane Martin | 3:55       |
| 7.    | "Santa Claus is Comin' to Town" | John Frederick Coots Haven Gillespie | 1:05       |
| 8.    | "Christmas Song (Chestnuts Roasting on an Open Fire)" | Mel Tormé Robert Wells | 3:39       |
| 9.    | "Silent Night" | Franz Xaver Gruber Joseph Mohr John Freeman Young Knight [a] | 3:19       |

| Mặt 2 | Mặt 2                                                     | Mặt 2                                                                     | Mặt 2      |
| STT   | Nhan đề                                                   | Sáng tác                                                                  | Thời lượng |
| ----- | --------------------------------------------------------- | ------------------------------------------------------------------------- | ---------- |
| 10.   | "Jingle Bells"                                            | James Pierpont Knight [a]                                                 | 1:10       |
| 11.   | "First Snowfall"/"Let It Snow! Let It Snow! Let It Snow!" | Sonny Burke Paul Francis Webster / Cahn Styne                             | 3:35       |
| 12.   | "Carol of the Bells"                                      | Leontovych Wilhousky Perito [a] Knight [a]                                | 1:39       |
| 13.   | "Merry Christmas Darling"                                 | Frank Pooler R. Carpenter                                                 | 3:05       |
| 14.   | "I'll Be Home for Christmas"                              | Kim Gannon Walter Kent Buck Ram                                           | 3:48       |
| 15.   | "Christ is Born"                                          | Ray Charles Domenico Bartolucci                                           | 3:13       |
| 16.   | "Winter Wonderland"/"Silver Bells"/"White Christmas"      | Felix Bernard Richard B. Smith / Jay Livingston Ray Evans / Irving Berlin | 5:31       |
| 17.   | "Ave Maria"                                               | Johann Sebastian Bach Charles Gounod Knight [a]                           | 2:35       |

| Phiên bản Đặc biệt phát hành năm 1984 | Phiên bản Đặc biệt phát hành năm 1984 | Phiên bản Đặc biệt phát hành năm 1984 | Phiên bản Đặc biệt phát hành năm 1984 |
| STT                                   | Nhan đề | Sáng tác | Thời lượng                            |
| ------------------------------------- | --- | --- | ------------------------------------- |
| 1.                                    | "It Came Upon a Midnight Clear" (hát chính: R. Carpenter) | Edmund Sears Richard Storrs Willis | 0:41                                  |
| 2.                                    | "Happy Holiday"/"The First Noel"/"March of the Toys"/"Little Jesus"/"I Saw Mommy Kissing Santa Claus"/"O Little Town of Bethlehem"/"In Dulce Jublio"/"Gesu Bambino (The Infant Jesus)"/"Angels We Have Heard on High" (ca khúc mở màn) | Berlin / Truyền thống R. Carpenter [a] / Victor Herbert / Truyền thống R. Carpenter [a] / Tommie Connor / Phillips Brooks Lewis Redner / Truyền thống R. Carpenter [a] / Pietro Yon / Truyền thống R. Carpenter [a] | 8:16                                  |
| 3.                                    | "An Old-Fashioned Christmas" | R.Carpenter John Bettis | 2:11                                  |
| 4.                                    | "The Christmas Waltz" | Cahn Styne | 2:11                                  |
| 5.                                    | "Sleigh Ride" | Anderson Parish | 2:39                                  |
| 6.                                    | "It's Christmas Time"/"Sleep Well, Little Children" | Stillman Young / Bergman Klatzkin | 2:53                                  |
| 7.                                    | "Have Yourself a Merry Little Christmas" | Blane Martin | 3:54                                  |
| 8.                                    | "Santa Claus Is Coming to Town" | Coots Gillespie | 1:05                                  |
| 9.                                    | "The Christmas Song (Chestnuts Roasting on an Open Fire)" | Tormé Wells | 3:39                                  |
| 10.                                   | "Carol of the Bells" | Leontovych Wilhousky Perito [a] Knight [a] | 1:39                                  |
| 11.                                   | "Merry Christmas Darling" | Pooler R. Carpenter | 3:07                                  |
| 12.                                   | "Christ is Born" | Charles Bartolucci | 3:13                                  |
| 13.                                   | "O Holy Night" | Adolphe Adam R. Carpenter [a] | 3:10                                  |
| 14.                                   | "(There's No Place Like) Home for the Holidays" | Stillman Robert Allen | 2:36                                  |
| 15.                                   | "Here Comes Santa Claus"/"Frosty the Snowman"/"Rudolph the Red-Nosed Reindeer"/"Good King Wenceslas" (liên khúc) | Gene Autry Oakley Haldeman / Steve Nelson Jack Rollins / Johnny Marks / John Mason Neale R. Carpenter [a] | 3:42                                  |
| 16.                                   | "Winter Wonderland"/"Silver Bells"/"White Christmas" | Bernard Smith / Livingston Evans / Berlin | 5:28                                  |
| 17.                                   | "Ave Maria" | Bach Gounod Knight [a] | 2:34                                  |
| 18.                                   | "Overture Miniature"/"Dance of the Sugar Plum Fairy"/"Valse des fleurs" (các ca khúc tuyển chọn từ Kẹp Hạt Dẻ) | Pyotr Ilyich Tchaikovsky R. Carpenter [a] | 5:27                                  |
| 19.                                   | "Little Altar Boy" | Howlett Peter Smith | 3:43                                  |
| 20.                                   | "I'll Be Home for Christmas" | Gannon Kent Ram | 3:49                                  |
| 21.                                   | "Silent Night" | Gruber Mohr Young Knight [a] | 3:20                                  |

Ghi chú
- ^a  chỉ nghệ sĩ chuyển thể bài hát

## Các đĩa đơn
| - Đĩa đơn 7" tại Mỹ (1970) – A&M 1236 1. "Merry Christmas Darling" 2. "Mr. Guder" - Đĩa đơn 7" tại Anh Quốc (1971) – AME601 1. "Merry Christmas Darling" 2. "Ticket to Ride" 3. "Saturday" - Đĩa đơn 7" tại Anh Quốc (1990) – AM716 1. "Merry Christmas Darling" 2. "(They Long to Be) Close to You" - Đĩa đơn 7" tại Anh Quốc (1990) – AMS716 1. "Merry Christmas Darling" 2. "(They Long to Be) Close to You" - Đĩa đơn 12" tại Anh Quốc (1990) – AMY716 1. "Merry Christmas Darling" 2. "You're the One" 3. "(They Long to Be) Close to You" - Đĩa đơn CD tại Anh Quốc (1990) – AMCD716 1. "Merry Christmas Darling" 2. "(They Long to Be) Close to You" 3. "You're the One" | - Đĩa đơn 7" tại Mỹ (1977) – A&M 1991 1. "Christmas Song" 2. "Merry Christmas Darling" - Đĩa đơn 7" tại Nhật Bản (1977) – CM-2083 1. "Christmas Song" 2. "Merry Christmas Darling" - Đĩa đơn CD tại Nhật Bản (1996) – PODM-1059 1. "Christmas Song" 2. "Winter Wonderland/Silver Bells/White Christmas" - Đĩa đơn 7" tại Nhật Bản (1978) – AMP 1012 1. "Silent Night" 2. "Jingle Bells" 3. "Ave Maria" - Đĩa đơn CD tại Nhật Bản (1996) – PODM-1065 1. "Ave Maria" 2. "Merry Christmas Darling" |